# Bolesław Palędzki
Bolesław Witold Palędzki (ur. 18 stycznia 1898 w Gdańsku, zm. 1 kwietnia 1941 w KL Auschwitz) – polski dziennikarz, śląski działacz niepodległościowy, powstaniec wielkopolski i śląski, w 1926 sekretarz generalny śląskiej frakcji Polskiego Stronnictwa Chrześcijańskiej Demokracji i prezes Narodowego Związku Powstańców i Byłych Żołnierzy na powiat katowicki, komendant główny Związku Powstańców i b. Żołnierzy, redaktor „Polonii” i bliski przyjaciel Korfantego, syn Józefa Palędzkiego. Zamordowany przez hitlerowców w niemieckim obozie koncentracyjnym Auschwitz. Autor tekstu pieśni Powstańców Śląskich – „Do bytomskich strzelców wojska zaciągają”, z muzyką Jana Kuli.
We wrześniu 1939 brał udział w obronie Katowic. Później przeniósł się do Krakowa. W 1940 został zatrzymany w czasie łapanki, uwięziony na Montelupich i wywieziony do niemieckiego obozu koncentracyjnego w Oświęcimiu, gdzie zginął. 
Żoną Palędzkiego była Janina Grabarska.